# Tomilino
Tomilino (in russo Томи́лино?) è una cittadina della Russia europea centrale, situata nell'oblast' di Mosca. Apparteneva amministrativamente al Ljubereckij rajon.
Sorge nella parte centro-meridionale dell'oblast', pochi chilometri a sudest del territorio della città di Mosca.